# Castell de Sant Hilarió
El Castell de Sant Hilarió és un fortí situat a les muntanyes Pentadàctiles, al nord de Xipre, a prop de Cirènia.

## Història
Sant Hilarió fou al principi un monestir; el seu nom era el d'un monjo que pel que sembla va triar el lloc per a fer-se ermità. A l'indret n'hi havia un monestir i una església construïda en el segle x. Els romans d'Orient hi erigiren les primeres fortificacions en el segle xi. Algunes seccions es van millorar durant el govern de Guiu de Lusignan, que degué utilitzar el castell com a residència d'estiu. Durant el període del Regne de Xipre, el castell, el van fortificar representants de la dinastia de Lusignan (1192-1489). En el segle xiii passà a les mans de la família feudal Ibelin. Era pràcticament inexpugnable. El 1232, fou el centre d'una disputa de quatre anys entre l'emperador Frederic II del Sacre Imperi romanogermànic i Ibelin (Joan I de Beirut) pel control de Xipre. L'emperador no pogué prendre'l i fou vençut en la batalla d'Agridi. El 1373, durant la Guerra xipriota-genovesa, els genovesos assetjaren infructuosament el castell, que va defensar el representant a Xipre de Jaume I.
El castell té tres sales. La inferior contenia els estables i els habitatges per als soldats. La torre del príncep Joan és en un penya-segat damunt el castell inferior. L'església es troba a la sala central. La superior se'n reservava per a la reialesa i l'accés s'hi feia per un arc ben preservat. Les instal·lacions de la finca es troben a l'oest, a prop de les cambres reials. Al llarg del mur oest, hi ha una vista impressionant de la costa nord de Xipre, amb vista a la ciutat de Cirènia (Girne), des de la Finestra de la Reina.
Gran part del castell fou desmantellada pels venecians en el segle xv per a reduir el cost del manteniment de les guarnicions.